# مايكل والش
مايكل والش (بالإنجليزية: Michael Walsh)‏‏ (23 أكتوبر 1949 في جاكسونفيل، كارولاينا الشمالية - ) صحفي، وكاتب، وناقد موسيقي، وكاتب سيناريو، وروائي، وعالم موسيقى، ومنتج أفلام، وأستاذ جامعي، ومترجم من الولايات المتحدة.

## روابط خارجية
- مايكل والش على موقع IMDb (الإنجليزية)
- مايكل والش على موقع قاعدة بيانات الفيلم (الإنجليزية)